# Klein Gaglow
Klein Gaglow, niedersorbisch Gogolowk, ist ein Ortsteil der Gemeinde Kolkwitz im brandenburgischen Landkreis Spree-Neiße. Bis zur Gebietsreform in Brandenburg am 6. Dezember 1993 war Klein Gaglow eine eigenständige Gemeinde im damaligen Landkreis Cottbus.

## Lage

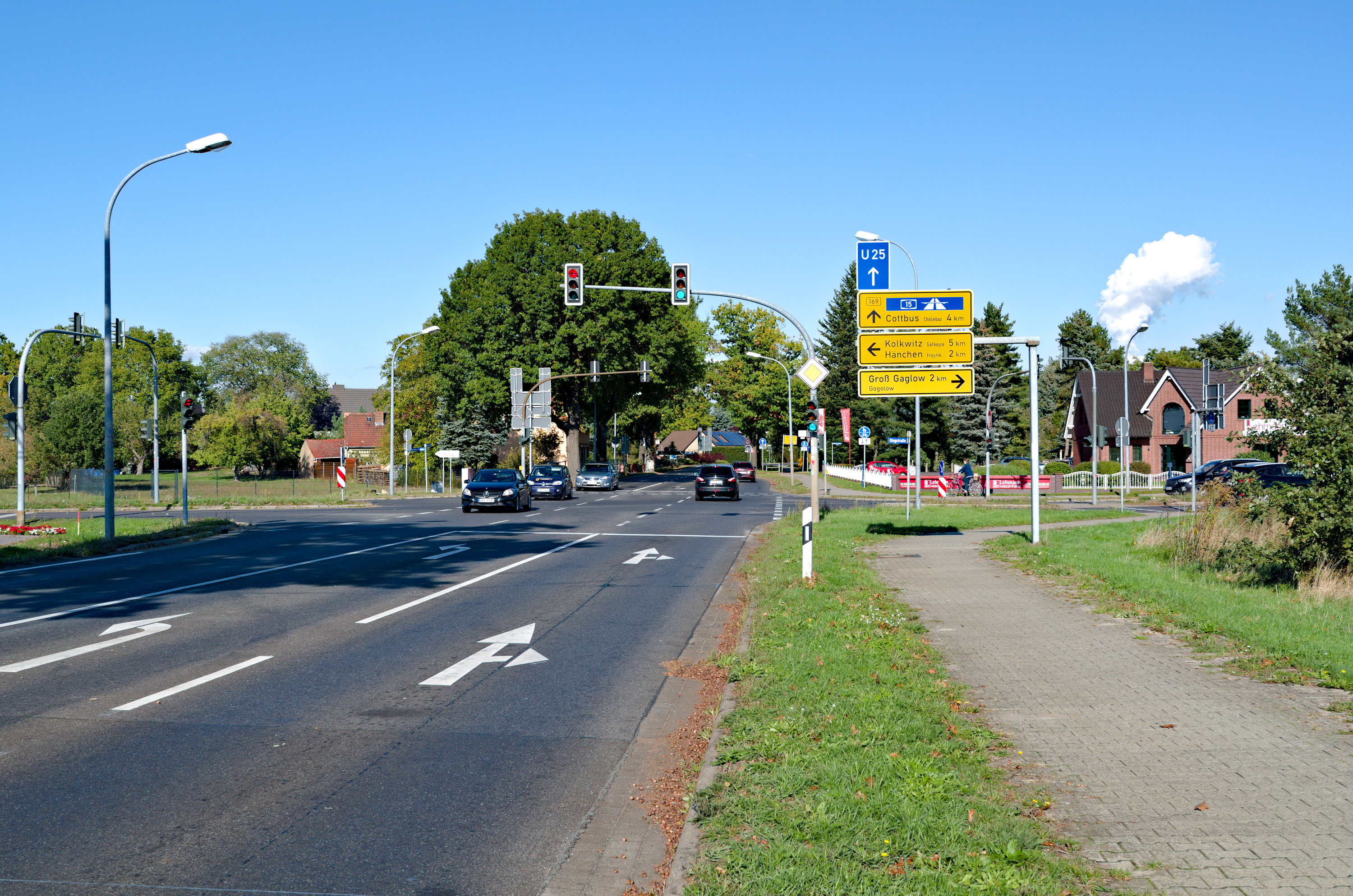
Südlicher Ortseingang an der B 169

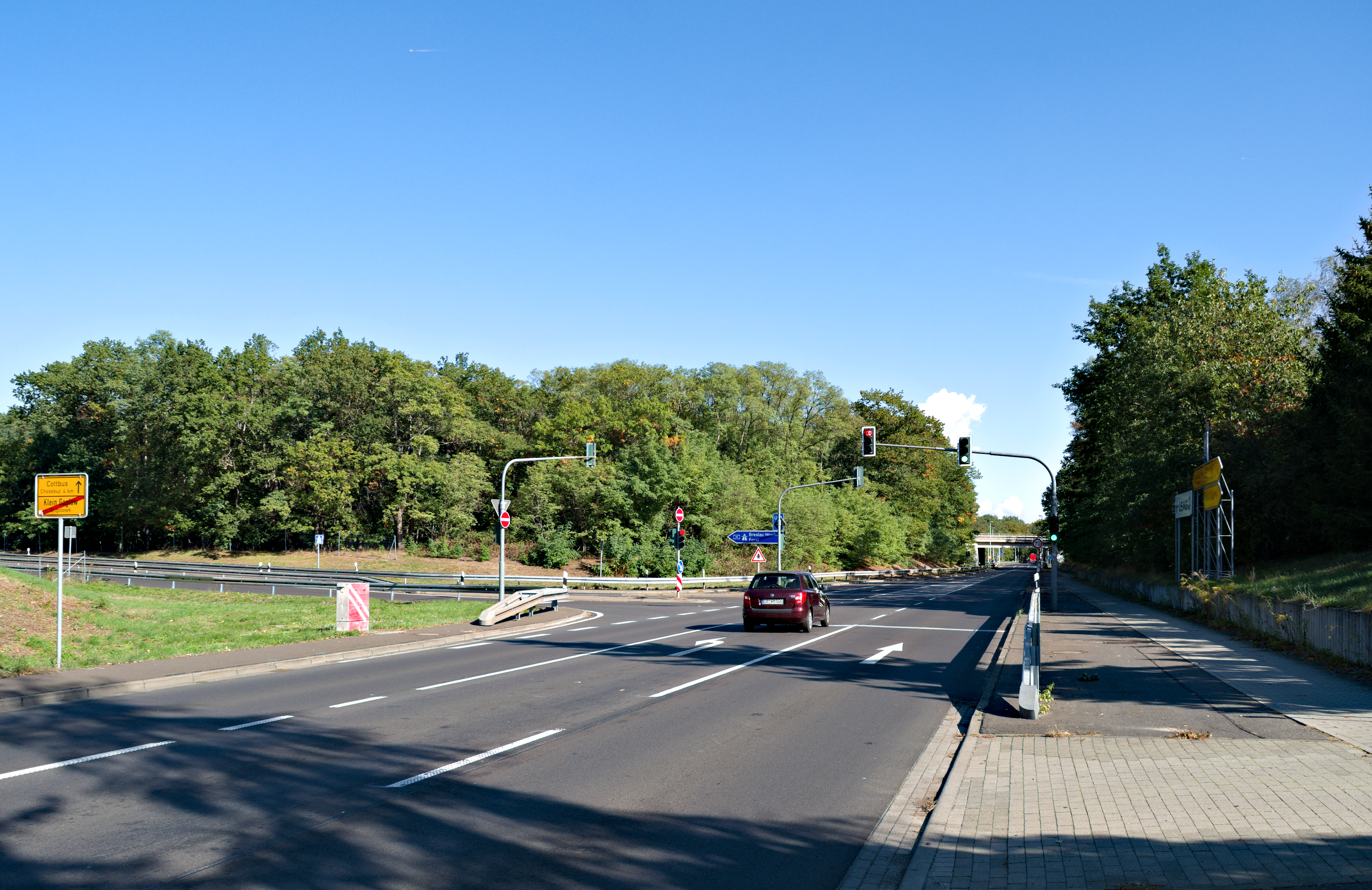
Anschlussstelle Cottbus-West der BAB 15

Klein Gaglow liegt südwestlich der Stadt Cottbus in der Niederlausitz. Die Gemarkung von Klein Gaglow grenzt im Norden an die Gemarkungen der Cottbuser Stadtteile Ströbitz und Sachsendorf, im Osten an den Cottbuser Stadtteil Groß Gaglow, im Süden an Schorbus (bzw. die frühere Gemarkung Klein Oßnig) und im Westen an die Gemarkung von Hänchen.
Durch Klein Gaglow verläuft die Bundesstraße 169 von Cottbus nach Senftenberg sowie nördlich am Ortskern vorbei die Bundesautobahn 15 von Lübbenau/Spreewald nach Forst. Die Anschlussstelle Cottbus-West an der A 15 liegt auf der Gemarkung von Klein Gaglow.

## Geschichte

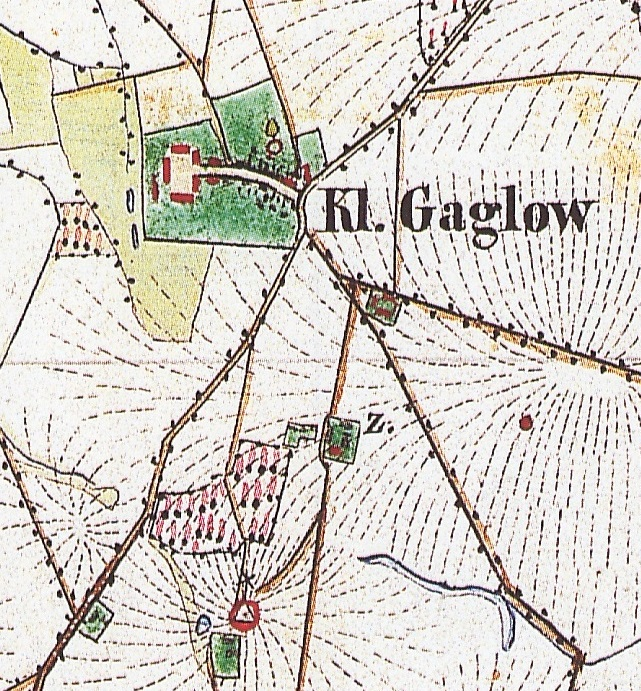
Klein Gaglow auf dem Urmesstischblatt 4251 Cottbus West von 1846, mit Windmühle, Ziegelei und Schäferei

Klein Gaglow wurde im Jahr 1389 als Gogolow minor erstmals urkundlich erwähnt. 1466 heißt es Kleinen Goglow, 1538 Klein Galaw.  Nach Eichler ist der Name von einer Entenart, die im Altsorbischen gogol hieß, abgeleitet. Nach Rudolf Lehmann soll Klein Gaglow ursprünglich ein Sackgassendorf gewesen sein, mit mehr Blockcharakter.

### 15. und 16. Jahrhundert
Im 1466 hatten Siegmund und Hans von Berge Zinseinnahmen in Klein Gaglow; ihnen gehörte auch das benachbarte Groß Gaglow.
Am 26. August 1538 erhielten die Brüder Antonius, Andreas, Hans und Wolf von Pannewitz, nach dem Tod ihres Vaters Hans, die ererbten, von der Krone Böhmens zu Lehn gehenden Dörfer Hornow, Bagenz, Klein Bademeusel, Graustein, Jehserig und Klein Gaglow. Hans von Pannwitz besaß jedoch auch noch die vom Kurfürstentum Brandenburg gehenden Lehn Kathlow, Schlichow, Anteil Babow, halb Döbbrick und Klein Oßnig. Der jüngste Sohn Wolf erbte Klein Oßnig, Klein Gaglow, halb Babow und halb Döbbrick. Er war seit 1541 mit einer Margarethe NN. verheiratet. Er wird als Besitzer von Klein Oßnig und Babow bezeichnet. Dessen Sohn, wiederum Wolf genannt, besaß Groß Gaglow, Klein Gaglow, Klein Oßnig und halb Döbbrick. Er war mit Marianne von Loeben, Tochter des Nickel von Loeben auf Groß Döbern verheiratet, mit der er acht Kinder hatte. Der älteste Sohn, wiederum Wolf genannt, erbte Klein Gaglow, das er schon seit 1600 gepachtet hatte. Aus dem letzten Viertel des 16. Jahrhunderts liegt lediglich ein Gesamtlehenbrief des Landvogts der Niederlausitz Jaroslav von Kolowrat für die Brüder und Vettern Heinrich, Hans, Wolf, Otto, Dietrich und Baltzer von Pannwitz über die Dörfer Hornow, Bagenz, Groß Gaglow, Klein Gaglow, Klein Oßnig, Klein Bademeusel, Graustein und Wadelsdorf vor, aus dem nicht ersichtlich ist, wer nun Besitzer der einzelnen aufgeführten Lehen war.

### 17. bis 18. Jahrhundert
1618 erhielten mehrere Brüder und Vetter von Pannwitz erneut einen Gesamtlehenbrief für die oben genannten Güter. Verhältnismäßig sicher war Wolf von Pannwitz Besitzer von Klein Gaglow, Klein Oßnig, halb Döbberick, Gulben, Anteil Haasow und Groß Gaglow. Er hinterließ bei seinem Tod 1629 oder 1630 zwei unmündige Söhne Valentin Nickel und Wolf Ernst, für die ihre Vormünder Siegmund von Pannwitz auf Wadelsdorf und Ernst von Zabeltitz auf Hänchen 1630 und 1632 die Lehen muteten. Nach dem Tod der beiden Vormünder tat dies 1636 ihre Mutter. 1640 musste die Mutter erneut um Aufschub der Belehnung und Ablegen des Lehenseides bitten, da Valentin Nickel schwer erkrankt war und Wolf Ernst noch nicht lehensmündig war. Die von Pannwitz, unter ihnen auch Valentin Nickel und Wolf Ernst erhielten 1640 erneut einen Gesamtlehenbrief. 1643 leistete Valentin Nickel den Lehenseid wegen Gulben und Klein Gaglow, 1657 auch für Groß Gaglow. Valentin Nickel war mit Barbara Sabine von Pannwitz, die Tochter des Christian von Pannwitz auf Kathlow und der Sofie von Oppen. Das Paar hatte acht Töchter und sieben Söhne. Um die Ehe- und Schmuckgelder für seine Schwestern aufzubringen, sieben waren verheiratet, war er gezwungen, Klein Gaglow seinen Schwägern Joachim Ludwig von Hobegk/Howegk auf Sarkow (bei Friedland), Hans Georg von Schütz auf Gießmannsdorf, Hans Otto von Stutterheim auf Laasow, Siegmund von Knoblauch auf Trebatsch (mit Anna Magdalena), Hans Caspar von Muschwitz und Christof Ernst von Diepow auf Frehne zu überlassen. Am 8. Juli 1645 ließ er Klein Gaglow seinen Schwägern auf, die das Dorf 1647 für 5.600 Taler an den sechsten Schwager, Christof Loth von Bomsdorf auf Eulo verkauften. Valentin Nickel von Pannwitz durfte von dem Kaufgeld seinen Erbteil von 953 Talern 8 Groschen abziehen.

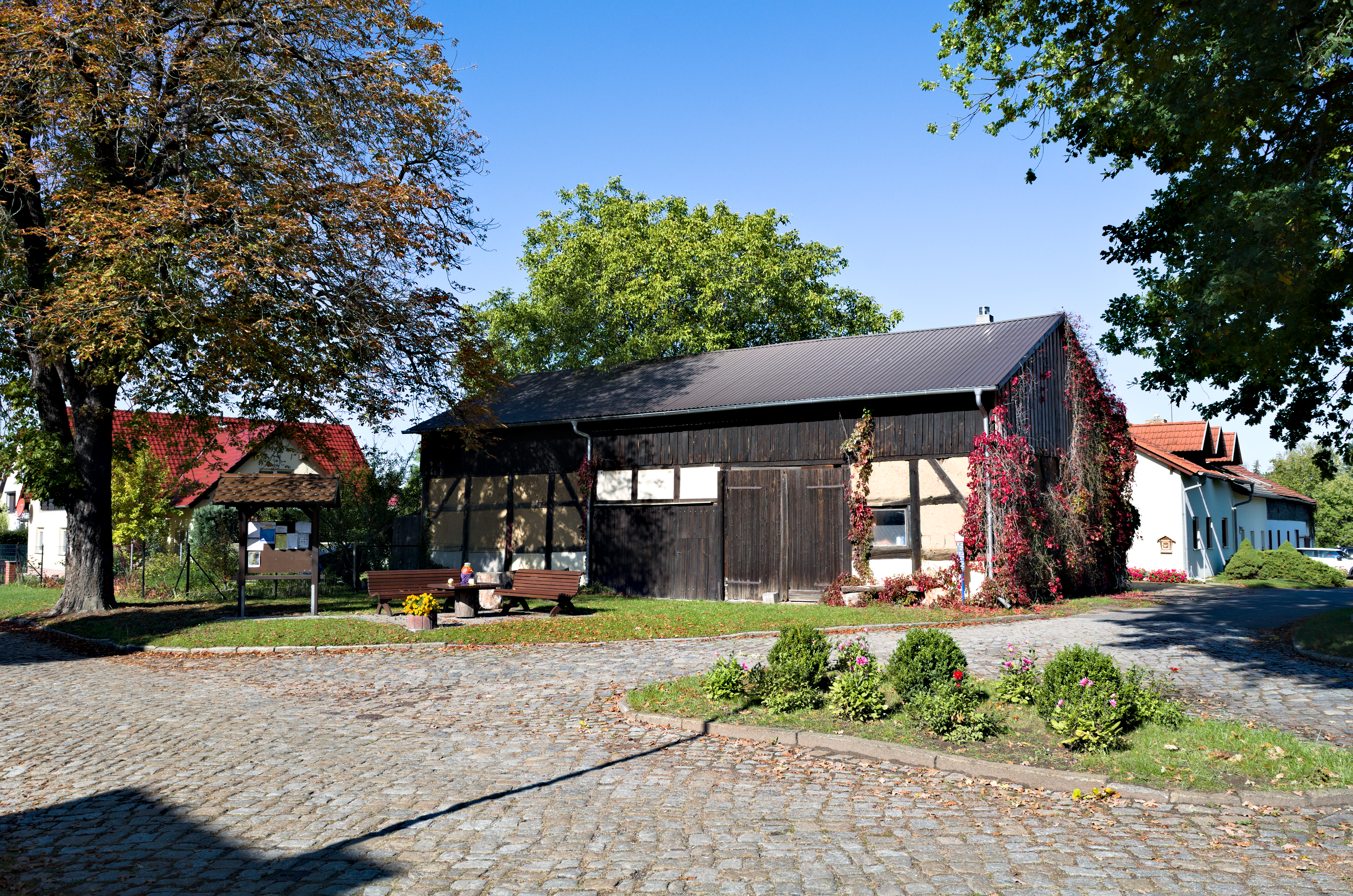
Historischer Dorfkern an der Ecke Am Denkmal/Kirchweg

Mit seiner ersten Frau Anna Sofie von Pannwitz hatte Christof Loth von Bomsdorf sechs Töchter; sie starb vor 1658. 1651 konnte er auch Gulben erwerben. Im gehörte auch das Gut Löschen. Am 11. Juni 1653 ging ein Unwetter mit Hagel über Klein Gaglow nieder, das schweren Schaden an den Feldfrüchten und in den zwei Weinbergen verursachte. Die Hagelkörner sollen so groß wie ein Schneebällchen gewesen sein. 1649 klagte er gegen seinen Schwager Valtin Nickel von Pannwitz wegen der Hütung. Um 1650 hatte er Streitereien mit dem Amtskastner von Cottbus, der ihn auf eine jährliche Abgabe von einem Malter Hafer verklagte. 1654 verkaufte er Löschen an Christian von Zabeltitz.
In zweiter Ehe heiratete Christof Loth von Bomsdorf Anna Marianne von Zabeltitz, Tochter des Hans von Zabeltitz auf Kackrow und der Elisabeth Sabine von Zabeltitz. In der Ehestiftung vom 25./15. Mai 1658 wurde ein Ehegeld von 1.000 Talern vereinbart. Drei Söhne und eine Tochter gingen aus dieser Ehe hervor. Nach dem Tod der Anna Marianne am 5. März 1679 ging Christof Loth noch eine dritte Ehe mit Judith Kracht verw. von Berger ein. Er starb am 24. April 1687 und wurde in der Kirche von Gulben bestattet.
Von den zwei Söhnen übernahm Gottfried Ehrenreich Klein Gaglow und fand seinen Bruder Christof Siegmund und seine Schwester ab. Möglicherweise geriet er durch Abfindung derartig in Schulden, dass er Klein Gaglow vor 1699 an Friedrich Wilhelm von Pannwitz (* 20. November 1656), einem Sohn des Vorbesitzer Valtin Nickel von Pannwitz, verkaufen musste. Friedrich Wilhelm war mit seiner Cousine Anna Magdalena von Diepow verheiratet. Für diese Heirat brauchte aufgrund der nahen Verwandtschaft einen Ehedispens, den er am 2. Februar 1683 auch erhielt. Nur wenig später starb Anna Magdalene und Friedrich Wilhelm schloss 1686 eine zweite Ehe mit Eva Marianne von Muschwitz. Mit der Ehestiftung von 1699 war ein Ehegeld von 3.800 Talern verbunden. Das Paar hatte die Söhne Wolf Erdmann, Caspar Friedrich und Gottlob Ernst sowie die Töchter Charlotte Tugendreich und Elisabeth. 1708/18 wohnten drei Bauern (oder Hüfner) und acht Gärtner (oder Kossäten) in Klein Gaglow. Am 18. November 1720 ist Friedrich Wilhelm von Pannwitz gestorben.
Die drei Brüder übernahmen Klein Gaglow zunächst gemeinsam. 1724 übernahm Caspar Friedrich die Verwaltung des Gutes. 1742 und 1746 wurden die Brüder von Pannwitz in communione mit Klein Gaglow belehnt. 1750 übernahm Gottlob Ernst allein das Gut Klein Gaglow. Er erreichte die Umwandlung des Gutes von Lehen in ein Erbgut. 1753 legte er den Lehnseid ab. Der 1694 geborene Gottlob Ernst von Pannewitz stieg in der preußischen Armee bis zum Generalmajor auf. In der Schlacht von Kolin wurde er schwer verwundet und geriet in Gefangenschaft, aus der er erst 1758 zurückkehrte. Er wurde 1759 als Invalide mit einer jährlichen Pension von 1.200 Talern aus der Armee entlassen. Er blieb unverheiratet. 1764 verkaufte er Klein Gaglow an Carl Heinrich Hackborn, der am 31. Januar 1766 den Lehnseid ablegte. Dieser verkaufte Klein Gaglow an August Wilhelm Christoph von Linnenfeld, der am 11. April 1794 den Leheneid leistete. Lehmann nennt für 1777 noch einen Nadeborn als Besitzer, der aber bisher nicht bestätigt werden konnte.
Schon 1795 verkaufte August Wilhelm Christoph von Linnenfeld Klein Gaglow weiter an Johann Sebastian von Wirsing, den Landesältesten des Sprembergischen Kreises.

### 19. Jahrhundert
1810 kaufte der königlich-preußische, dann königlich-hannoveranische Major a. D. Preißgott Friedrich Erdmann von Obernitz das Rittergut Klein Gaglow. Er war von 1804 bis 1806 war er im Besitz von Türkendorf, und von 1805 bis 1806 auch im Besitz von Brodtkowitz. Er hatte 1794 Gottliebe Margarethe Wilhelmine von Langen adH. Bornsdorf geheiratet, von der er aber geschieden wurde. Er heiratete in zweiter Ehe Caroline von der Lahr, von der er ebenfalls geschieden wurde. 1809 wurde er wegen verbotswidriger Getreideausfuhr angezeigt. 1801 bestand die Bevölkerung von Klein Gaglow aus 11 Kossäten und 9 Häuslern. 1811 verkaufte er Klein Gaglow schon wieder, an wen ist nicht bekannt. Er starb 1818 in Hamburg.
Die Topographisch-statistische Uebersicht des Regierungsbezirks Frankfurth a. d. O. von 1821 gibt für Klein Gaglow eine Windmühle mit einem zugehörigen Wohnhaus und acht Einwohnern, eine Schäferei mit einem Wohnhaus und acht Bewohnern und eine Ziegelei mit fünf Wohnhäusern und 27 Bewohner an. Im Dorf selber standen 20 Häuser mit 116 Bewohnern. Klein Gaglow hatte also insgesamt 169 Einwohner und 27 Wohnhäuser. Die Schäferei stand etwas außerhalb südöstlich des Ortskerns (heute Ringstraße 1 und 2). Die Ziegelei ist heute in der Bebauung der Siedlung an der Bergstraße aufgegangen.
Erst für 1840 ließ sich wieder ein Besitzer des Rittergutes Klein Gaglow ermitteln. Es gehörte damals dem Kreisdeputierten Ludwig (Louis) Uttech, der es bis 1861 besaß. 1844 hatte Klein Gaglow 199 Einwohner, die in 27 Wohnhäusern lebten. Berghaus nennt (für 1850) als Besitzer ebenfalls Ludwig Uttech. Das Gut hatte damals eine Gesamtgröße von 1494 Morgen 136 Quadratruten, davon 762 Morgen 62 Quadratruten Acker, 83 Morgen 81 Quadratruten Wiesen und 375 Morgen 145 Quadratruten Forst. Bis 1849 war in Rechts- und Strafsachen das Patrimonialgericht in Klein Gaglow zuständig, ab 1849 das Kreisgericht Cottbus, ab 1878 das Amtsgericht Cottbus.
Im Jahr 1864 waren in Klein Gaglow eine Brauerei, eine Brennerei, eine Schäferei, eine Windmühle sowie drei Ziegeleien ansässig, die für die wirtschaftliche Existenz eines Großteils der Dorfbevölkerung verantwortlich waren. Der Ort hatte 263 Einwohner, und man zählte 25 Wohnhäuser. Das Rittergut gehörte einem in Klein Gaglow ansässigen NN Kreutz und dem Maurermeister Friedrich Wilhelm Schneider in Brunschwig (Cottbus). 1860 war eine erwachsene Person nach Kanada ausgewandert.
Adolf Frantz und das Generaladressbuch nennen für 1863 bzw. 1879 Kreutz und Schneider als Besitzer. Der Gemeindebezirk hatte 1871 110 Einwohner, die in 18 Wohnhäusern lebten. Zum Gutsbezirk gehörten 10 Häuser mit 153 Einwohnern. Das Handbuch des Grundbesitzes im Deutschen Reiche für 1885 nennt nun Moritz Kreutz als Besitzer. Das Gut hatte eine Gesamtgröße von 373 ha, davon waren 254 ha Acker, 29 ha Wiesen, 3 ha Hutung und 87 ha Wald. Der Grundsteuerreinertrag betrug 3605 Mark. Das Gut betrieb eine Brennerei und eine Brauerei. Der Betrieb war auf Milchwirtschaft und Schäferei ausgerichtet. Das Handbuch des Grundbesitzes im Deutschen Reiche von 1896 nennt nun als neuen Besitzer des Rittergutes einen NN Walz. Alle anderen Angaben sind gegenüber 1885 unverändert.
Um das Jahr 1897 errichtete die Stadt Cottbus in der Gemarkung von Klein Gaglow ein Wasserwerk, das der Gemeinde weitere Steuereinnahmen einbrachte.

### 20. Jahrhundert

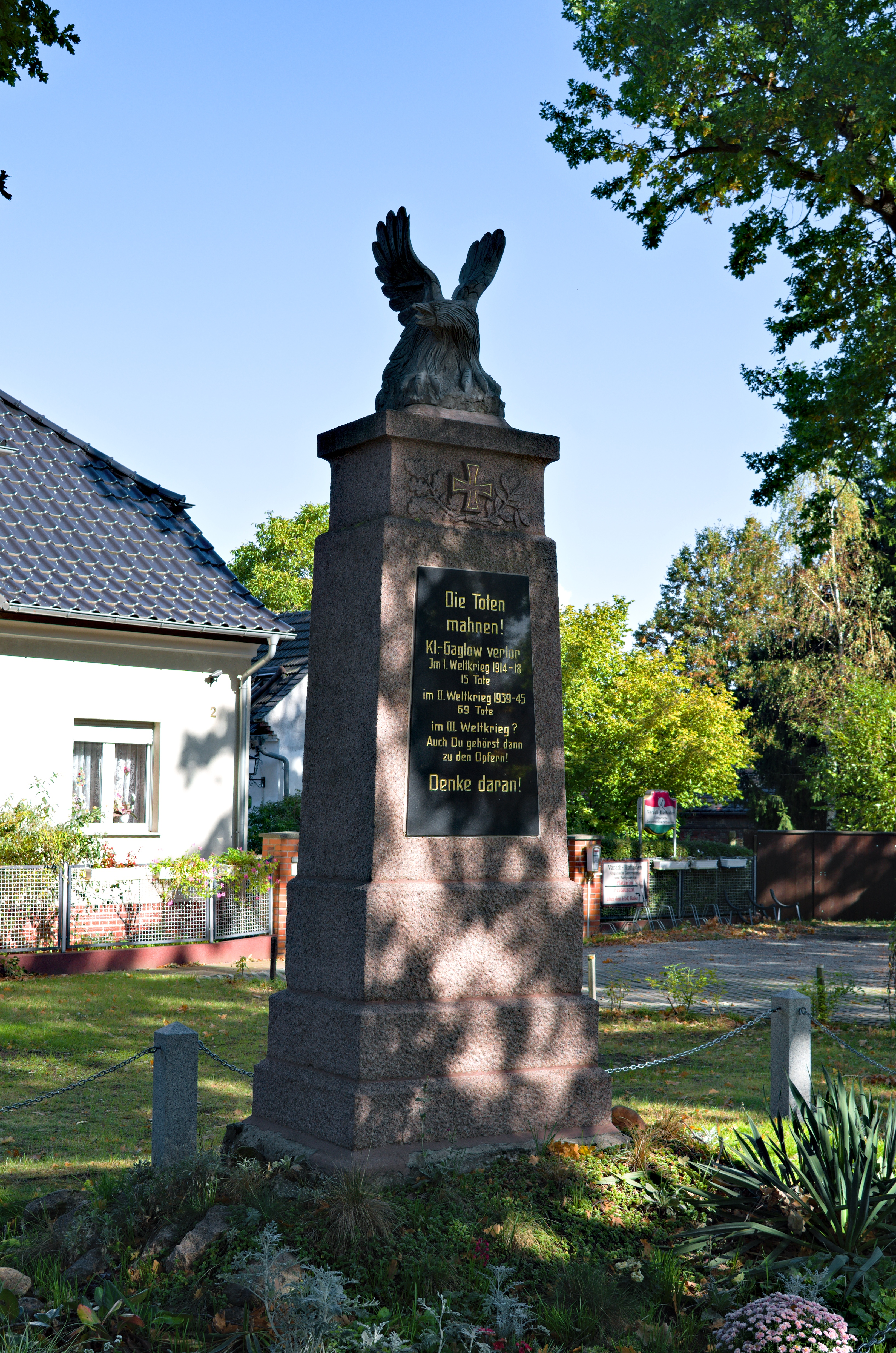
Das Kriegerdenkmal am Dorfanger

Das Handbuch des Grundbesitzes im Deutschen Reiche von 1903 nennt wiederum einen neuen Besitzer für das Rittergut, einen NN Zücker. Die sonstigen Angaben sind unverändert. Niekammer's Güter-Adressbuch der Provinz Brandenburg. von 1907 nennt ihn mit vollem Namen Julius Zücker. Hier finden sich leicht veränderte Werte. Die Gesamtgröße ist mit 379 ha angegeben, davon 240 ha Acker, 30 ha Wiesen, 93 ha Forst und 16 ha Unland. Der Grundsteuerreinertrag ist auf 3583 Mark angesetzt. In den Ställen standen 26 Pferde, 73 Stück Rindvieh, davon 66 Kühe und 69 Schweine. Die Schäferei war aufgegeben worden. Im Jahr 1910 arbeitete noch eine Ziegelei. Keine Veränderungen ergeben sich nach den Güter-Adreßbüchern für die Provinz Brandenburg von 1914 und 1921.

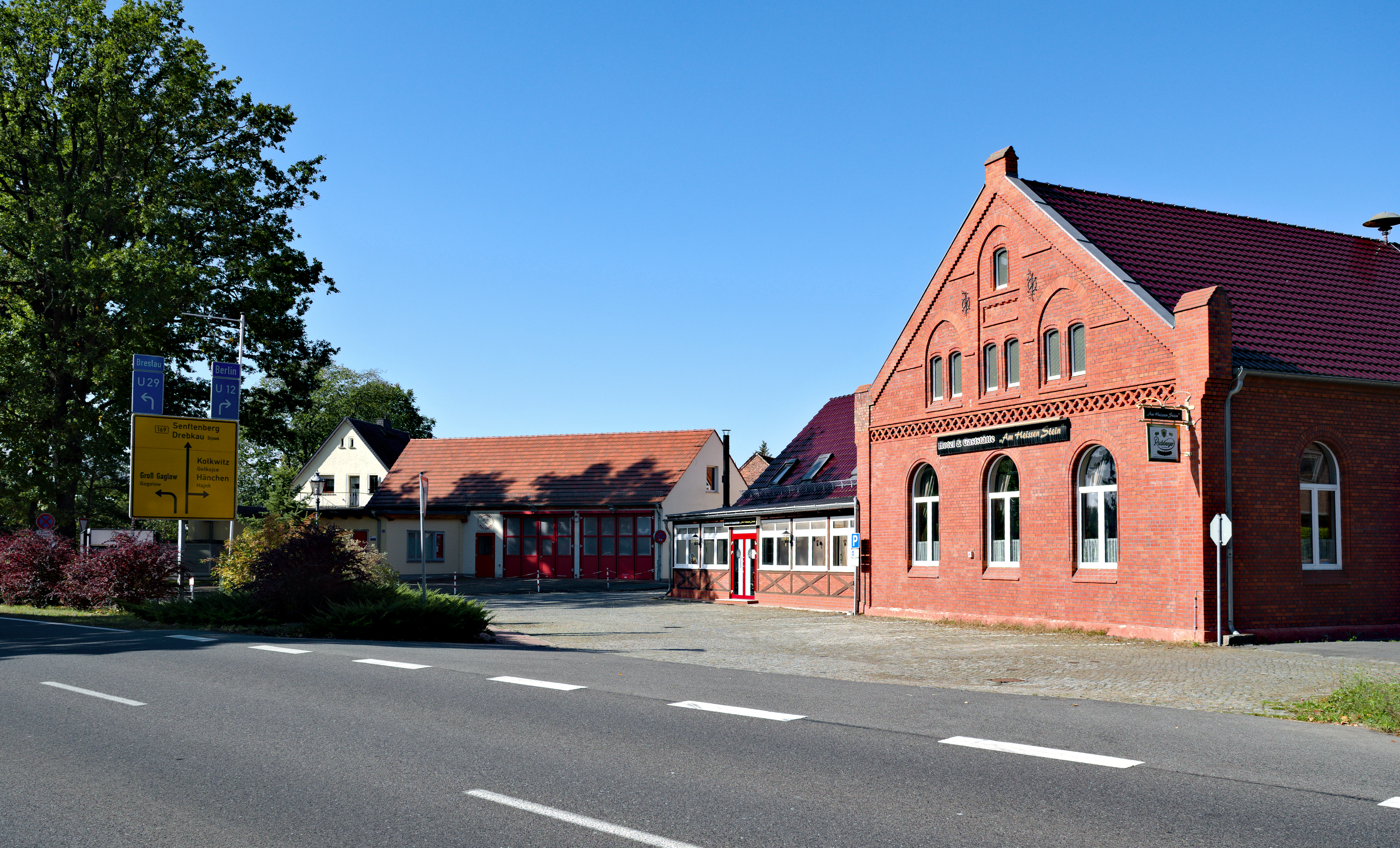
Feuerwehrhaus und Dorfgaststätte

Im Jahr 1929 umfasste Klein Gaglow 3583 Mark Grundsteuerreinertrag und eine Fläche von 379 ha; davon 240 ha Acker, 30 ha Wiesen, 93 ha Wald und 16 ha Unland. Die Bauern des Ortes hielten 26 Pferde, 73 Stück Rindvieh, davon 66 Kühe, 69 Schweine. Am 31. Mai 1931 wurde die Freiwillige Feuerwehr des Ortes gegründet. 1945 wurde das Gut Klein Gaglow von einem Pächter namens Wrede bewirtschaftet. Das Gut wurde nach dem Zweiten Weltkrieg im Zuge der Bodenreform in der SBZ (sowjetische Besatzungszone) enteignet und an Neusiedler und landarme Bauern aufgeteilt.
In der DDR wurde eine unbebaute Fläche nahe dem Wasserwerk als Gewächshaus genutzt. Im Jahr 1958 wurde in Klein Gaglow die Landwirtschaftliche Produktionsgenossenschaft Harmonie gegründet. 1961 wurden im Ort erste genossenschaftliche Gebäude wie zum Beispiel eine Fuhrwerkswaage errichtet. Ein Jahr später folgte eine Schweinemastanlage. Im Jahr 1973 schlossen sich die LPG Klein Gaglow und das VEG Obstbau zusammen. Nachdem die VEG sich bis 1989 positiv entwickelte, ging sie nach der Wende in Insolvenz.

### Kommunale Geschichte
Klein Gaglow liegt in der Niederlausitz und war bis 1816 eine Exklave des sächsischen (ab 1815 preußischen) Sprembergischen Kreises im Cottbusischen Kreis. Es gehörte aber nicht zum Amt Spremberg, wie in der Chronik von Klein Gaglow behauptet wird. Als Folge des Wiener Kongresses kam die sächsische Niederlausitz im Mai 1815 mit Klein Gaglow an das Königreich Preußen. In der Kreisreform von 1816 wurde Klein Gaglow dann dem Kreis Cottbus zugewiesen, von dem 1887 der Stadtkreis Cottbus abgetrennt wurde. In den 1840er Jahren trat der Gutsbezirk Klein Gaglow neben den Gemeindebezirk Klein Gaglow. Zum Gemeindebezirk gehörten 1869 330 Morgen, zum Gutsbezirk 1490 Morgen. Bei der Bildung der Amtsbezirke 1874 in der Provinz Brandenburg wurde Klein Gaglow dem Amtsbezirk 24 Hänchen zugewiesen.
Am 25. Juli 1952 wurde Klein Gaglow dem neu gebildeten Kreis Cottbus im Bezirk Cottbus zugeordnet. Nach der Ausgliederung des Stadtkreis Cottbus, wurde er in Kreis Cottbus-Land umbenannt. Nach der Wende kam Klein Galow 1990 zum Kreis Cottbus in Brandenburg. Zur Kreisreform in Brandenburg am 6. Dezember 1993 wurde Klein Gaglow nach Kolkwitz eingemeindet und kam somit zum neu gegründeten Landkreis Spree-Neiße. Seither ist Klein Gaglow ein Ortsteil der Gemeinde Kolkwitz. Der Ortsbeirat besteht aus drei Mitgliedern und wird direkt von der Bürgerversammlung gewählt.

### Kirchliche Geschichte

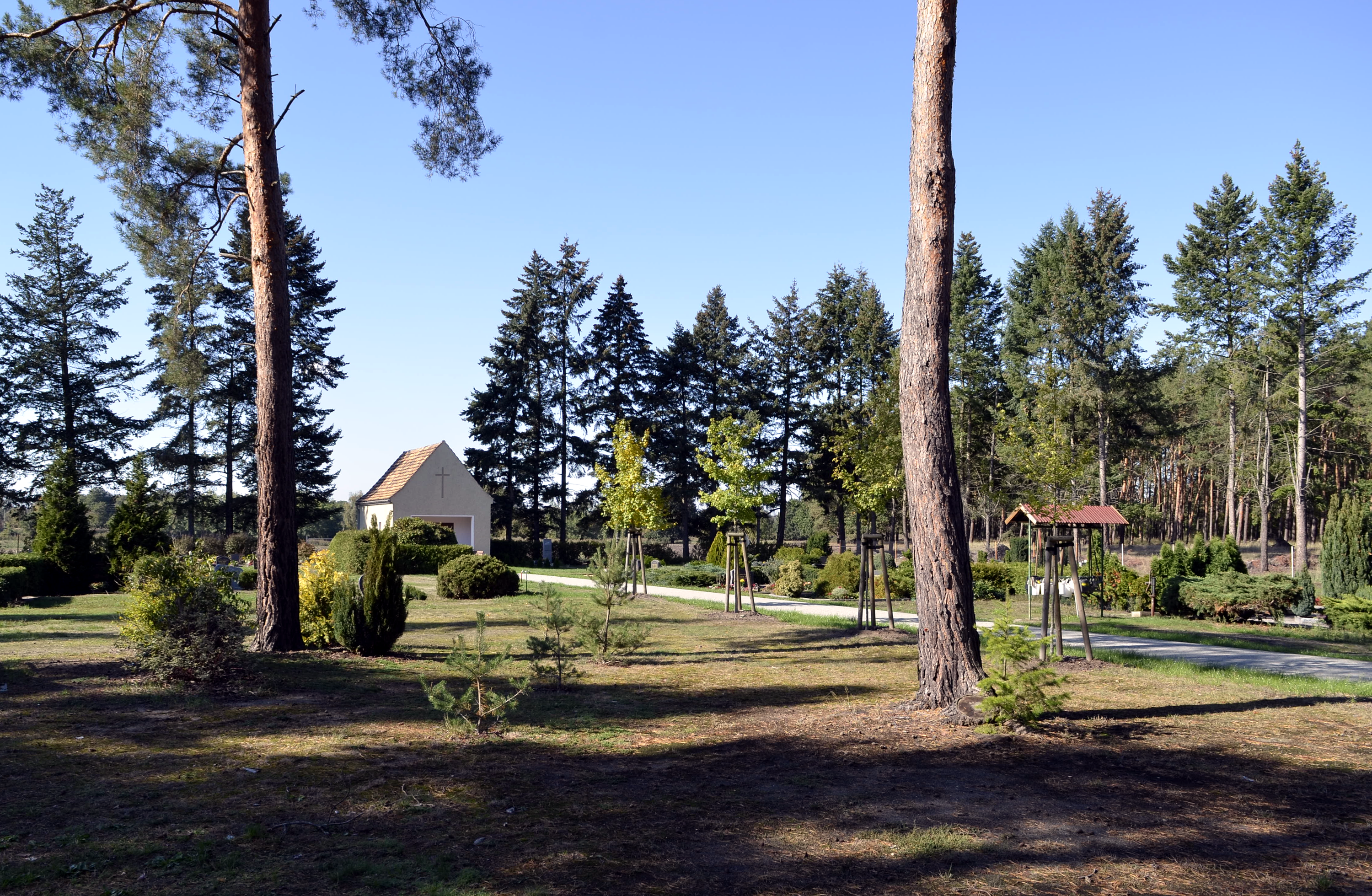
Friedhof Klein Gaglow

Die Bewohner von Klein Gaglow waren nach Hänchen eingepfarrt; diese Kirche war eine Tochterkirche von Groß Gaglow. Die evangelische Gemeinde wird heute vom Evangelischen Pfarramt Klein Gaglow – Hänchen betreut. Der Friedhof des Ortes befindet sich nördlich der Bundesautobahn 15 an der Grenze zu Cottbus-Sachsendorf.

### Die Bockwindmühle in Klein Gaglow
Die Windmühle von Klein Gaglow lag fast einen Kilometer südlich des Ortskerns auf dem Windmühlenberg (heute Windmühlenweg 15).
1846 wurde der Verkauf der Bockwindmühle des Mühlenmeisters Wilhelm Müller in Klein Gaglow angekündigt. Anscheinend fand sich zunächst aber kein Käufer. Weitere Ankündigungen des Verkaufs finden sich in den Amtsblätter von 1847 und 1848. Zur Mühle gehörten 11 Morgen 124 Quadratruten Acker und Wiesen. Die Bockwindmühle und die Grundstücke wurden auf 880 Reichstaler abgeschätzt.

## Bevölkerungsentwicklung
| 1818 | 116 | 1890 | 243 | 1939 | 720 | 1971 | 621 |
| 1846 | 225 | 1910 | 387 | 1946 | 750 | 1981 | 355 |
| 1867 | 281 | 1925 | 386 | 1950 | 770 | 1989 | 333 |
| 1875 | 247 | 1933 | 544 | 1964 | 663 | 1992 | 319 |

1850 waren von 242 Einwohnern noch 193 wendisch- oder sorbischsprachig, das heißt 80 %, dagegen waren 1867 nur noch 79 von 281 Einwohnern der wendischen oder sorbischen Sprache mächtig, das heißt nur noch 28 %. Für seine Statistik über die sorbische Bevölkerung in der Lausitz ermittelte Arnošt Muka in den achtziger Jahren des 19. Jahrhunderts für Klein Gaglow eine Bevölkerungszahl von 243 Einwohnern, davon waren 233 Sorben (96 %) und zehn Deutsche. Ernst Tschernik zählte im Jahr 1956 einen sorbischsprachigen Bevölkerungsanteil von nur noch 1,2 %.

## Vereine und öffentliches Leben

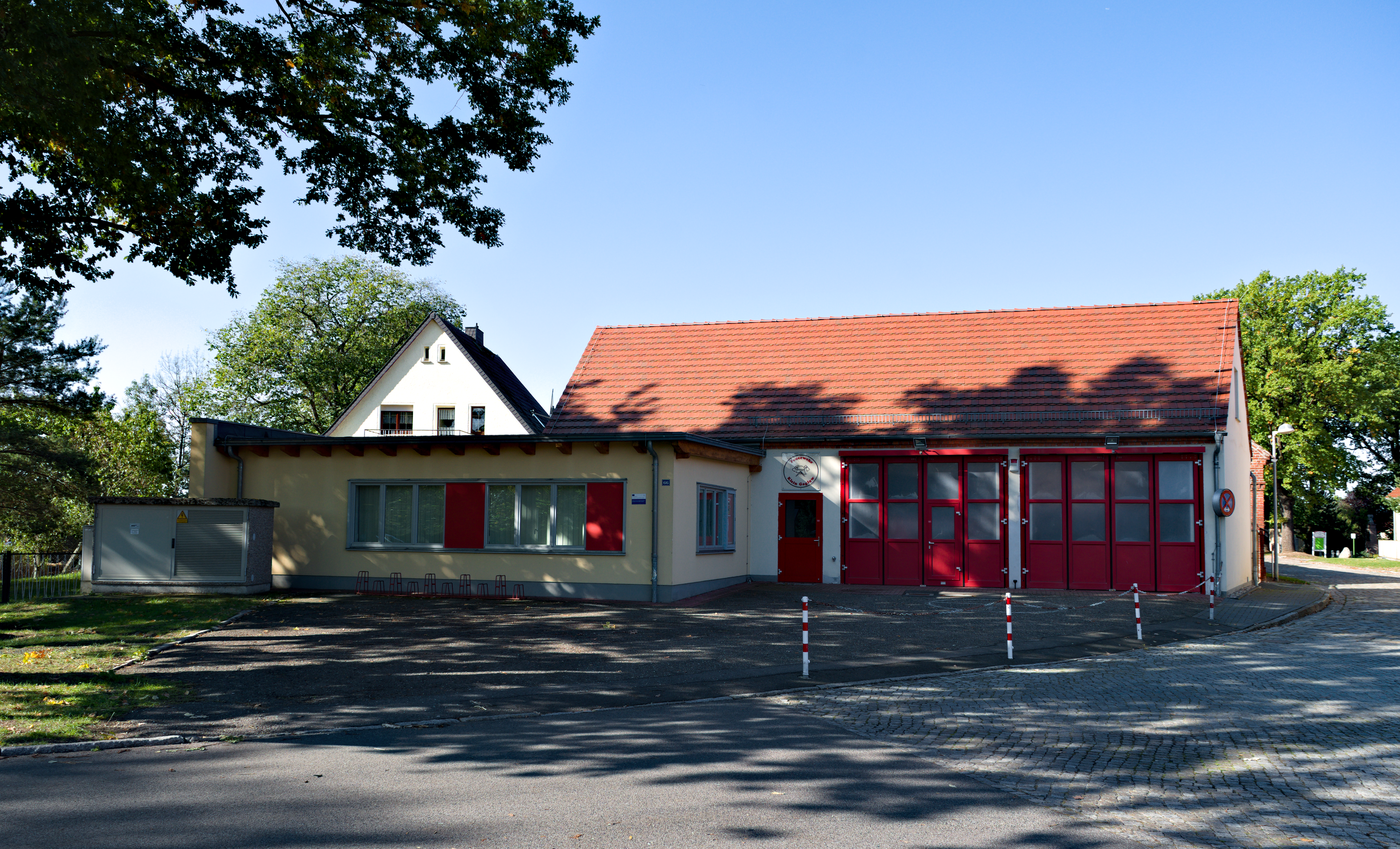
Feuerwehrhaus der Freiwilligen Feuerwehr

Der Verein SG Blau-Weiß Klein Gaglow bietet Sportbegeisterten Fußball und Billard an. Über die Kreis- und Landesgrenzen hinaus bekannt ist die Freiwillige Feuerwehr in Klein Gaglow, die bei Wettkämpfen viele Pokale errangen.